# Munih
Munih je priimek več znanih Slovencev:
- Andrej Munih (1875—1919), publicist
- Ciril Munih (1893—1963), rimskokatoliški duhovnik
- Dušan Munih (1924—1945), narodni heroj
- Franc Munih (1914—2003), učitelj, pedagog in krajevni zgodovinar
- Jože Munih, raziskovalec
- Joži Munih Petrič (1906—1996), pisateljica
- Marko Munih (1936—2024), dirigent in zborovodja
- Martin Munih (?—1714), eden od voditeljev tolminskega kmečkega upora leta 1713
- Metka Munih (*1959), slovenska smučarska tekačica.
- Pavel Munih (*1941), kemik, izumitelj
- Zdravko Munih (1901—1966), zborovodja, oče dirigenta Marka Muniha